# Diaspora iranienne en France
Pour des articles plus généraux, voir Diaspora iranienne et Histoire de l'immigration en France.
La diaspora iranienne en France comprend en 2015 environ 25 000 personnes nées en Iran. C'est moins qu'en Allemagne et aux États-Unis. En 1999, elles étaient 18 376 selon les statistiques nationales, dont 9 715 avaient une nationalité étrangère et 8 661 la nationalité française.
Cependant, aucun chiffre exact n’est disponible sur le nombre total des personnes d'origine iranienne vivant en France, y compris les descendants nés en France ou hors d'Iran d'Iraniens, qui ont majoritairement la nationalité française, car la France ne demande pas l’origine ethnique ou nationale de ses citoyens. Une estimation du site web Farsinet avance le chiffre de 62 000 personnes en 1996, donnée difficilement vérifiable.

## Histoire

### Une destination pour les étudiants privilégiés iraniens
La seconde moitié du XIXe siècle connaît un afflux d'étudiants d'origine persane, qui s'explique notamment par l'attrait politique et culturel de la France pour les milieux intellectuels iraniens. La diffusion de la langue française en Iran, notamment du fait de missionnaires lazaristes (collège Saint-Louis (Téhéran)), l'adoption du modèle scolaire français dans les écoles publiques et privées, les échanges culturels et la présence de médecins français à la cour des rois incitent une part croissante d'étudiants à poursuivre leur formation en France. Ce phénomène s'inscrit également dans la modernisation du pays, encouragée depuis les réformes du prince héritier du Fath Ali Chah d'Abbas Mirza.
En 1932, le gouvernement iranien lança un concours très compétitif destiné à déterminer la distribution des bourses gouvernementales pour les futurs étudiants internationaux. Parmi les 125 étudiants qui passèrent cet examen, 110 allèrent en France, soit une majorité écrasante des étudiants à l’étranger. L’année suivante, un autre groupe de 66 étudiants les suivirent. Indépendamment de l’aide gouvernementale, 537 autres étudiants iraniens étaient inscrits dans des institutions d’éducation supérieure de l’Hexagone en 1934, mais étaient financés de manière privée. Ce chiffre représentait près de la moitié des 1 165 étudiants étrangers en France qui étaient financés de manière privée.
Cependant, en 1938, un décret gouvernemental interdit aux étudiants iraniens le financement privé s’ils voulaient poursuivre leurs études à l’étranger. À cette époque, parmi les Iraniens qui étudiaient en France, il y avait un certain Mehdi Bazargan, qui au lendemain de la révolution de 1979 devint le Premier ministre du gouvernement provisoire de la République islamique.
Les étudiants iraniens en France étaient sous l’étroite surveillance des officiels de l’ambassade iranienne, contrairement à l’Allemagne, qui devint très vite un centre d’opposition politique dans les années 1930.

### Révolution islamique et exil politique
C'est essentiellement après la révolution islamique de 1979, puis à cause de la guerre Iran-Irak que les Iraniens ont fui leur pays pour s'installer aux États-Unis, au Canada ou dans des pays européens tels que l'Allemagne ou la France. Une première catégorie de cette diaspora, arrivée avant la chute du gouvernement d'Abolhassan Bani Sadr, appartient à l'ancienne élite politique du régime de Pahlavi. Une deuxième comprend des révolutionnaires déçus, hostiles aussi bien à l'installation de la théocratie qu'à son prédécesseur. Une troisième frange regroupe des membres la classe moyenne aisées réfractaires à l'islamisation de la vie quotidienne.
Une grande partie des Iraniens de France sont des réfugiés politiques, des artistes et des intellectuels.
La réouverture des relations diplomatiques et économiques entre l'Iran et les pays occidentaux au milieu des années 2010 suscite des espoirs au sein de la diaspora iranienne en France. Cette ouverture a également permis l'émergence de nombreuses association promouvant les liens entre la France et l'Iran, tel que l'association Centre franco-iranien.

## La répartition  géographique de la population iranienne en France
Les Iraniens de France sont pour la plupart installés dans la région parisienne, notamment à Paris dans le 15e arrondissement (rue des Entrepreneurs), aux environs de La Défense, et à Créteil dans le Val-de-Marne. Dans le 15e arrondissement, on peut noter rue des Entrepreneurs la présence de plusieurs commerces, magasins, restaurants, centres culturels et associations iraniens.
Un certain nombre d'Iraniens s'est également établi dans la région niçoise. Il existe également des petites communautés iraniennes dans des villes universitaires comme Strasbourg, Toulouse, Caen et Montpellier.
Le nombre d'étudiants boursiers iraniens en France est estimé à moins de 2 000 personnes. En effet, après l'accord nucléaire de 2015, les gouvernements iraniens et français ont décidé de favoriser l'arrivée des étudiants iraniens en France. Or dès l'arrivée des premières vagues d'étudiants iraniens, le refus des banques françaises de leur ouvrir des comptes (à partir de 2017) a mis un frein et les étudiants iraniens ont préféré opter pour d'autres pays (y compris les États-Unis) où les conditions de vie étaient plus simples[réf. nécessaire].
Il existe actuellement de nombreuses associations franco-iraniennes réparties sur tout le territoire français. La plupart des associations sont peu actives ou dédiées aux aspects culturels. Il existe néanmoins plusieurs associations et instances de nature diverse (enseignement, média, etc.) qui se distinguent par leur activité et dynamisme :
- L’Académie de géopolitique de Paris (établissement privé d’enseignement supérieur) dirigée par Ali Rastbeen, qui organise de très nombreuses[pas clair] conférences géopolitiques.

- Le Centre franco-iranien (association loi de 1901), à ne pas confondre avec le Conseil  franco-iranien, a été créé en août 2016 et organise des évènements dans différents domaines (géopolitique, économique, culturel, artistique, etc.). Cette association revendique l'organisation d'un évènement tous les 40 jours (soit plus de 110 évènements depuis sa création) dont le premier déplacement de femmes d'affaires iraniennes en France (coorganisé avec Medef Internationale) ou le premier déplacement de maires de villes iraniennes (coorganisé avec l'Institut Diderot). En novembre 2021, cette association a coorganisé avec la mairie de Chantilly et le Château de Chantilly le premier festival du cinéma iranien de France consacré à la nouvelle génération du cinéma iranien. En 2024, cette association a organisé le tout premier concours de photo à l'attention des photographes résidant en Iran (plus de 200 participants) et un jury composé de grands noms de photos en Iran et en France a sélectionné 23 photographes et les photos des lauréats ont participé à deux expositions collectives à Paris.
- Le Conseil franco-iranien est une association non gouvernementale, non politique, à but non lucratif | mission : apporter aide et soutien aux Iraniens, Franco-iranies[pas clair].

- Lettres persanes (site d'information ayant pour objectif de donner un accès inédit au meilleur de la presse iranienne, pour le public francophone) dirigé par Roohollah Shahsavar.

## Quelques Iraniens de France et Français d'ascendance iranienne

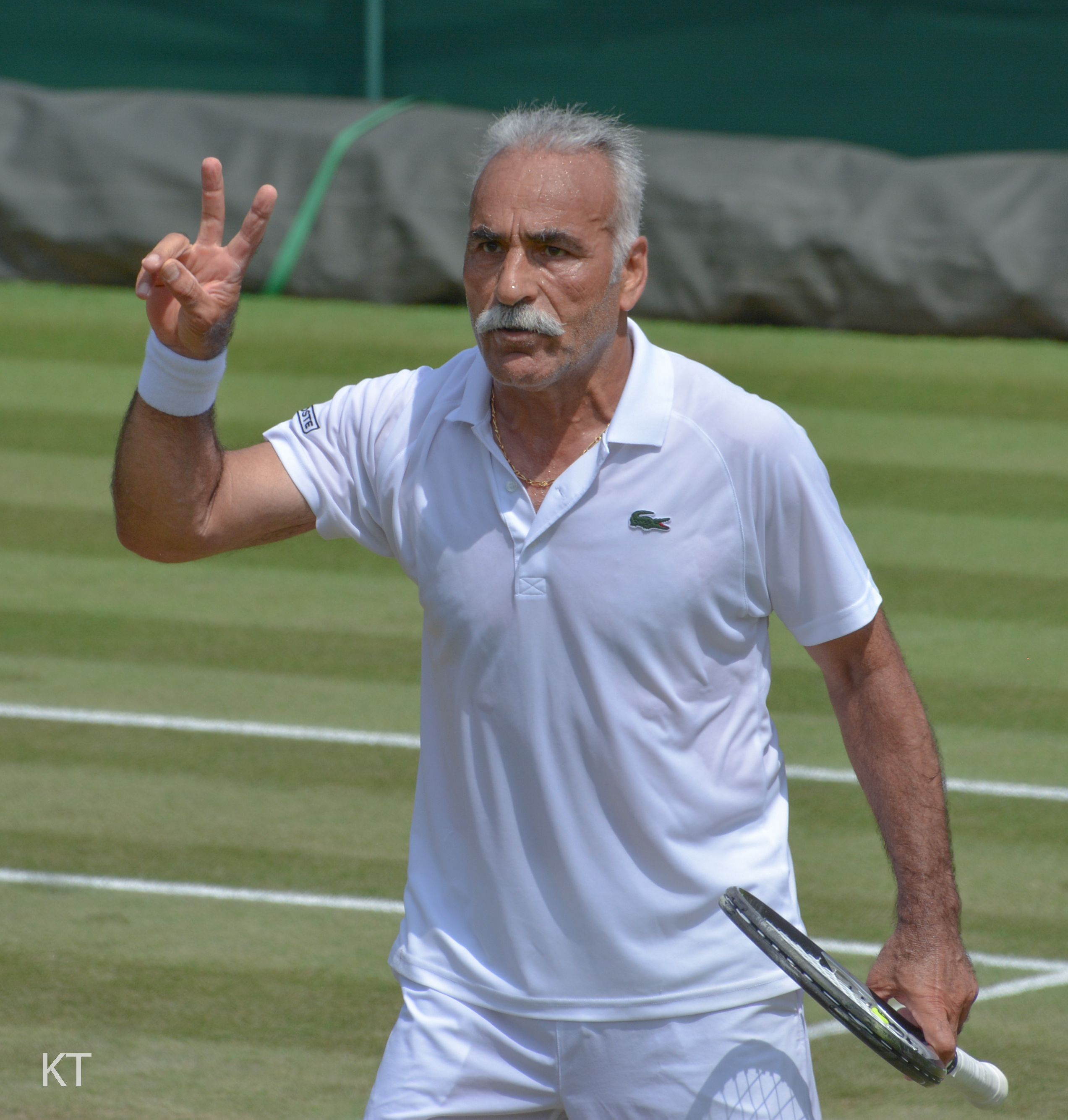
Mansour Bahrami.

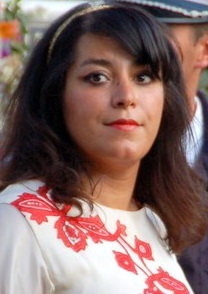
Marjane Satrapi.

- Anicée Alvina (1953-2006), actrice.
- Pouria Amirshahi (* 1972), député du Parti socialiste.
- Arshid Azarine, pianiste de jazz également médecin radiologue spécialisé en imagerie cardiovasculaire, impliqué dans le soin, l'enseignement et la recherche.
- Mansour Bahrami (* 1956), ancien joueur de tennis.
- Chapour Bakhtiar (1914-1991), homme politique iranien et dernier Premier ministre du chah, réfugié en France au lendemain de la révolution iranienne. Il fut assassiné en 1991 à Suresnes.
- Abolhassan Bani Sadr (1933-2021), premier président de la République islamique d'Iran entre 1980 et 1981, réfugié en France depuis 1981.
- Stella Baruk (* 1932), pédagogue.
- Reza Deghati ou simplement Reza (* 1952), photographe, grand reporter, chevalier de l'ordre national du Mérite.
- Négar Djavadi (1969-), cinéaste, écrivaine.
- Chahdortt Djavann, (* 1967), écrivain, auteur notamment de Bas les voiles !.
- Sarah Doraghi (* 1972), chroniqueuse pour la rubrique « Régions » dans l'émission Télématin de 2006 à 2019.
- Golshifteh Farahani (* 1983), actrice et chanteuse.
- Alireza Firouzja (* 2003), célèbre joueur d'échecs, grand maître international depuis 2018.
- Iradj Gandjbakhch (* 1941), chirurgien, membre de l'Académie nationale de médecine, chevalier de la Légion d'honneur.
- André Hossein, né Aminoullah Hosseinoff (1905-1983), compositeur d'origine persane, né à Samarcande (Ouzbékistan actuel), et père de Robert Hossein.
- Sarah Kazemy (* 1987), actrice ayant joué dans le film En secret.
- Kheiron, humoriste, acteur, scénariste, metteur en scène, rappeur et réalisateur, né à Téhéran en 1982.
- Kyan Khojandi (* 1982), acteur principal de Bref, série télévisée à succès diffusée sur Canal+.
- Philippe Khorsand (1948-2008), acteur, né en France d'un père iranien et d'une mère française.
- Maryam Madjidi, écrivaine, née le 9 août 1980 à Téhéran.
- Ali Mahdavi (* 1974), artiste et photographe, directeur artistique du Crazy Horse, né à Téhéran.
- Mahyar Monshipour (* 1975), champion de France, d'Europe, et du monde (2003-06) de boxe dans la catégorie super-coqs.
- Taher Movassaghian (1944-1987), chimiste et intellectuel iranien, ancien champion d'Iran de lutte. Réfugié en France au lendemain de la révolution iranienne.
- Cyrus North (* 1990), vidéaste web, né en France de deux parents iraniens.
- Farah Pahlavi (* 1938), ancienne shahbanou (épouse du dernier chah d'Iran), France - États-Unis.
- Yasmina Reza (* 1959), femme de lettres et actrice, né en France d'un père russo-iranien et d'une mère hongroise.
- Aravane Rezaï (* 1987), joueuse de tennis féminin, née en France de deux parents iraniens.
- Serge Rezvani (* 1928), peintre et écrivain né en Iran de père iranien et de mère française, arrivé en France à l'âge de 1 an.
- Arash Saeidi (* 1975), homme politique, né à Téhéran.
- Marjane Satrapi (* 1969), créatrice de bande dessinée, auteur de Persépolis.
- Abnousse Shalmani (* 1977), journaliste.
- Parya Vatankhah, artiste et peintre.
- Alireza Khalili (* 1969), spécialiste de la géopolitique de l'Iran et du Moyen-Orient, président du Centre franco-iranien (association loi de 1901)
- Yazdan Yazdanpanah (* 1965), chef du service des maladies infectieuses à l’hôpital Bichat et membre du Conseil scientifique pour la lutte contre la Covid-19
- Mitra Hejazipour (* 1993), joueuse d'échecs et grand maître international féminin